# Phil Alexander
Philip James Alexander (sinh ngày 4 tháng 9 năm 1962) là một cựu cầu thủ bóng đá người Anh và cầu thủ bóng đá kiểu Mỹ. Hiện tại ông là giám đốc điều hành của Crystal Palace và là CEO tại vị lâu nhất trong lịch sử bóng đá Anh.

## Sự nghiệp
Sự nghiệp bóng đá ở Anh của Alexander bắt đầu tại Reading. Alexander sau đó gia nhập đội nghiệp dư Wokingham Town, trước khi ký hợp đồng với Norwich City với mức giá £2.000 vào năm 1981.